# 佐伯豊人
佐伯 豊人（さえき の とよひと）は、奈良時代の貴族。官位は正五位上・左京亮。

## 経歴
神亀元年（724年）聖武天皇の即位後まもなく従五位上に昇叙される。神亀6年（729年）3月に長屋王の変後に行われた叙位にて正五位下に、同年8月に正五位上と続けて昇進する。天平4年（732年）左京亮に任ぜられる。
陸奥按察使兼鎮守将軍・大野東人による建言を受けて、天平9年（737年）に多賀柵より雄勝村を経由する陸奥国から出羽国への直通路開削事業を行うために、持節大使・藤原麻呂に次いで豊人は坂本宇頭麻佐と共に副使に任ぜられる。その後、麻呂と宇頭麻佐は陸奥国で通路開削事業に従事した記録が残っているが、豊人の活動記録はなく、実際に東北地方へ派遣されたかどうか明らかでない。

## 官歴
『続日本紀』による。
- 時期不詳：従五位下
- 神亀元年（724年） 2月22日：従五位上
- 神亀6年（729年） 3月4日：正五位下。8月5日：正五位上
- 天平4年（732年） 9月5日：左京亮